# 泛爱暗沙
9°43′N 114°40′E / 9.717°N 114.667°E
泛爱暗沙位于南沙群岛九章群礁东南部，西距赤瓜礁约21海里。1935年公布名称为“破扇滩”，1947年和1983年公布名称为泛爱暗沙。西方文献称为“Fancy Wreck Shoal”。